# Novolipetsk Steel
Novolipetsk Steel (Russisch: OAO Новолипецкий металлургический комбинат, OAO Novolipetskij metallurgitseskij kombinat (NLMK)) is een groot Russische staalbedrijf. Het nam in 2020 ongeveer een vijfde van de Russische staalproductie voor zijn rekening met een productie van bijna zestien miljoen ton staal, waarmee het op plaats 22 op de lijst van grootste staalbedrijven ter wereld stond. NLMK is een geïntegreerd staalbedrijf dat ijzer, gegalvaniseerd staal en koud- en warmgewalst staal produceert. NLMK is ook eigenaar van Stojlenski GOK, de op twee na grootste ijzerertsproducent van Rusland, waardoor NLMK zelfvoorzienend is, en bezit ook een grote steenkoolmijn.

## Activiteiten
NLMK Group is de grootste staalproducent van Rusland en staat in de top dertig van grootste staalbedrijven in de wereld. Het bedrijf is verticaal geïntegreerd en produceert ijzererts en steenkool om in de eigen behoefte te voorzien. De mijnen en staalproductie zijn geconcentreerd in Rusland, waar dit goedkoper is. Er is capaciteit voor meer dan zeventien miljoen ton, waarvan 95 procent in Rusland staat. Het bedrijf heeft enkele dochterondernemingen in Europa en de Verenigde Staten, waar ook de klanten zitten, waar Russisch staal wordt verwerkt tot eindproducten. In Rusland heeft het bedrijf een kwart van de staalmarkt in handen, maar het verkoopt de producten wereldwijd in zo'n zeventig landen.

### Europa
De Europese activiteiten staan in voor ongeveer een kwart van NLMK's eindproducten. Ze bestaan uit twee groepen: staalplaten en staalrollen.
Staalplaten worden gemaakt in Denemarken, bij het in 2006 overgenomen DanSteel, in België, bij Forges de Clabecq, en in Italië, bij het vroegere Acciaierie Grigoli, thans NLMK Verona. Die laatste twee werden in 2006 door Duferco ingebracht in de joint venture Steel Invest and Finance. In 2011 nam NLMK Duferco's belang van 50% hierin over, waarna de Europese en Amerikaanse onderdelen werden gereorganiseerd.
Staalrollen worden gemaakt in België, bij het vroegere Usines Boël in La Louvière en de vestiging in het Franse Straatsburg. In Manage, vlak bij La Louvière, bevindt zich het Manage Steel Center waar staalrollen verder worden verwerkt tot verschillende gespecialiseerde eindproducten.
Behalve DanSteel behoren de Europese fabrieken tot NLMK Belgium Holdings. In 2013 injecteerde de Waalse investeringsmaatschappij SOGEPA hierin kapitaal en verkreeg zo een belang van 20,5%. In 2015 verhoogde SOGEPA zijn belang tot 49%.

### Verenigde Staten
De Amerikaanse divisie bestaat uit drie plaatstaalfabrieken en staat in voor ongeveer een vijfde van NLMK's eindproducten.
De vestiging in Pennsylvania, vroeger Duferco Farrell, is in 2011 meegekomen vanuit de vroegere joint venture met Duferco. Sharon Coating ligt hier vlak bij en verwerkt het staal verder tot gespecialiseerde eindproducten. De site in Indiana is het vroegere Beta Steel dat in 2008 werd overgenomen. Deze vestiging heeft een vlamboogoven.

## Eigendom
In 2020 was Fletcher Group Holdings Limited, een beleggingsmaatschappij van voorzitter Vladimir Lisin, veruit de grootste aandeelhouder met 79,25% van de aandelen. Eind 2018 bezat hij nog 84% van de aandelen. Lisin is een vermogend man. Forbes berekende zijn vermogen in maart 2020 op US$19,1 miljard, waarmee hij op plaats 45 van de rijkste mensen ter wereld stond. De free float was 18,6%. De aandelen staan genoteerd aan de London Stock Exchange en aan de Beurs van Moskou.

## Geschiedenis

### Sovjetbedrijf
Het eerste vijfjarenplan van de Sovjet-Unie uit 1929 voorzag in een nieuwe gietijzerfabriek in Lipetsk. In de regio zijn rijke ijzerertsafzettingen te vinden en dus werd nabij de ijzerertsmijn te Lipetsk tussen 1931 en 1934 een nieuwe fabriek met twee hoogovens met een capaciteit van 500.000 ton per jaar gebouwd. Op 7 november 1934 maakte IJzer- en Staalwerken van Novolipetsk zijn eerste ruwijzer.
Na de Duitse inval werd in 1941 de hoogoven en de warmte-krachtinstallatie ontmanteld en per spoor naar Tsjeljabinsk gebracht, om dit uit handen van de nazi's te houden en de oorlog tegen de nazi's te ondersteunen. Na de oorlog werden de installaties weer herbouwd. In 1957 werd een warmbandwalserij voor transformatorblik geïnstalleerd en in 1959 werd de technologie van continugieten ingevoerd. In 1960 werd een koudbandwalserij voor transformatorblik geïnstalleerd. Zo werd Novolipetsk de belangrijkste leverancier van dit product in de Sovjet-Unie. Ook werd vanaf toen elektrostaal geproduceerd.
In 1963 kwam een derde hoogoven in productie en in 1966 volgde een oxystaalfabriek. In 1967 werd een vierde hoogoven ontstoken. In 1969 volgde een derde warmbandwalserij die 5,8 miljoen ton staalplaat per jaar kon produceren, waarmee de totale warmgewalste productie op 6,1 miljoen ton per jaar kwam. In 1973 kwam een vijfde en tevens grootste hoogoven in de Sovjet-Unie gereed. In 1974 volgde een tweede oxystaalfabriek en in 1978 een zesde hoogoven. In 1980 werd de eerste koudbandwalserij van de Sovjet-Unie in bedrijf genomen en in 1981 een lijn voor het continu uitgloeien van koolstofstaal. In 1983 kwam de afkorting NLMK in zwang welke de naam Novopolitesk IJzer- en Staalfabrieken verving. In hetzelfde jaar werd het totale productievolume van 100 miljoen ton oxystaal bereikt. In 1986 kwam een grote walserij voor dynamoblik gereed en in 1990 bereikte de jaarlijkse productie voor het eerst het niveau van 10 miljoen ton ruwijzer, terwijl 7 miljoen ton walserijproducten werd voortgebracht. Men produceerde nu onder andere transformatorblik met een zeer laag koolstof- en stikstofgehalte.

### Russisch bedrijf
Na het uiteenvallen van de Sovjet-Unie werd NLMK een Russisch bedrijf. In hetzelfde jaar kwam de eerste coatingmachine gereed, waarmee het bandstaal met polymeer kon worden bedekt.
Op 31 december 1992 werd het bedrijf geprivatiseerd en sinds 24 september 1993 bestaat het bedrijf onder haar huidige rechtsvorm. In 1995 en 1996 maakte het bedrijf deel uit van het leningen voor aandelen-programma van de Russische overheid. De overheid verkocht een aandelenbelang van 14,8% in het staalbedrijf voor US$ 31 miljoen. Dit impliceerde een totale aandelenwaarde van US$210 miljoen voor het hele bedrijf. In 1997 werd Dolomit, een producent van metallurgisch dolomiet aangekocht. Stagdok, een fabrikant van kalksteen, werd in 1999 overgenomen. In 2001 werd een nieuwe cokesfabriek in gebruik genomen en ook een nieuwe galvaniseerinstallatie.
In 2004 werd de mijnbouwfirma Stoilensky overgenomen, de derde grootste ijzerertsproducent in Rusland. Productielijnen voor voorgeverfd staal werden geïnstalleerd. Een mijnbouwconcessie voor cokeskolen, nabij Kemerovo gelegen, volgde in 2005. In 2006 werd VIZ-Stal opgekocht, de op een na grootste producent van oxystaal in Rusland en cokesproducent Altai-Coke.
In 2013 werd begonnen met de bouw van een nieuwe staalfabriek te Kaloega. In 2015 volgt een fabriek voor ijzerertspellets.
Op 24 februari 2024 brak brand uit in een van de fabrieken van het staalcomplex in Lipetsk na een Oekraïense droneaanval in het kader van de Russisch-Oekraïense Oorlog.

### Buitenlandse expansie
Op 15 december 2005 werd 8,3% van de aandelen op de London Stock Exchange genoteerd. In 2006 werd de Deense producent van dikke staalplaten DanSteel gekocht. Ook kwam een joint venture tot stand tussen NLMK en Duferco. In 2007 volgde een samenwerking met het Chinese Tebian Electric Apparatus Stock Co (TBEA) en werd ook het Amerikaanse Sharon Coating verworven, alsmede een 50% aandeel in de Maxi-groep, een producent van staaldraad. Het Amerikaanse Beta Steel werd in 2008 verworven, alsmede twee handelsfirma's: een Zwitserse en een Cypriotische. In 2010 werd de ferroschroothandelaar VMI opgekocht. In 2011 werden de walserijen van Duferco geïntegreerd en werd hoogoven 7 gebouwd. Te Klabbeek werd een uitgloeiingslijn gestart. Ook werd te Oesinsk een nieuwe steenkoolmijn verworven en werd te Lipetsk een nieuwe continu-gietinstallatie in gebruik genomen.
Acron ·
Aeroflot ·
AFK Sistema ·
ALROSA ·
Bashneft ·
Beurs van Moskou ·
DIXY ·
FGC UES ·
FosAgro ·
Gazprom ·
Inter RAO UES ·
LSR Group ·
LUKOIL ·
Magnit ·
Mechel ·
MegaFon ·
MMK ·
Mosenergo ·
MTS ·
M.video ·
Moskou Credit Bank ·
Norilsk Nikkel ·
Novatek ·
Novolipetsk Steel ·
Oeralkali ·
PIK Group ·
Polymetal ·
Polyus ·
Rosneft ·
Rosseti ·
Rostelecom ·
RusHydro ·
Rusagro ·
Rusal ·
Sberbank ·
Severstal ·
Soergoetneftegaz ·
Tatneft ·
TMK ·
Transneft ·
VTB bank ·
Unipro ·
United Wagon Company ·
Yandex ·
Zeehandelshaven van Novorossiejsk
Aeroflot ·
FGC UES ·
Gazprom ·
Gazprom neft ·
Inter RAO UES ·
LUKOIL ·
Magnit ·
Mechel ·
MMK ·
Mosenergo ·
MTS ·
MRSK Holding ·
Norilsk Nikkel ·
Novatek ·
Novolipetsk Steel ·
Oeralkali ·
OGK-3 ·
Raspadskaya ·
Rosneft ·
Rostelecom ·
RUSAL ·
RusHydro ·
Sberbank ·
Severstal ·
Soergoetneftegaz ·
Tatneft ·
Transneft ·
VTB bank